# Nicolae Titulescu
Nicolae Titulescu (pronunciat en romanès: [nikoˈla.e tituˈlesku]; 4 de març de 1882 - 17 de març de 1941) fou un diplomàtic romanès, en diverses ocasions ministre del govern, ministre de Finances i d'Afers Exteriors, i president de l'Assemblea General de la Societat de Nacions durant dos mandats (1930–1932).

## Joventut
Nicolae Titulescu va néixer a Craiova, fill d'un advocat. Va créixer a la finca del seu pare a Titulești, una comuna de Romania que més tard va rebre el seu nom. Quan es va graduar amb honors el 1900 a l'Institut Carol I de Craiova, Titulescu va estudiar dret a París, obtenint el doctorat amb la tesi Essai sur une théorie des droits éventuels. El 1905, Titulescu va tornar a Romania com a professor de dret a la Universitat de Iași i el 1907 es va traslladar a Bucarest.

## Carrera política

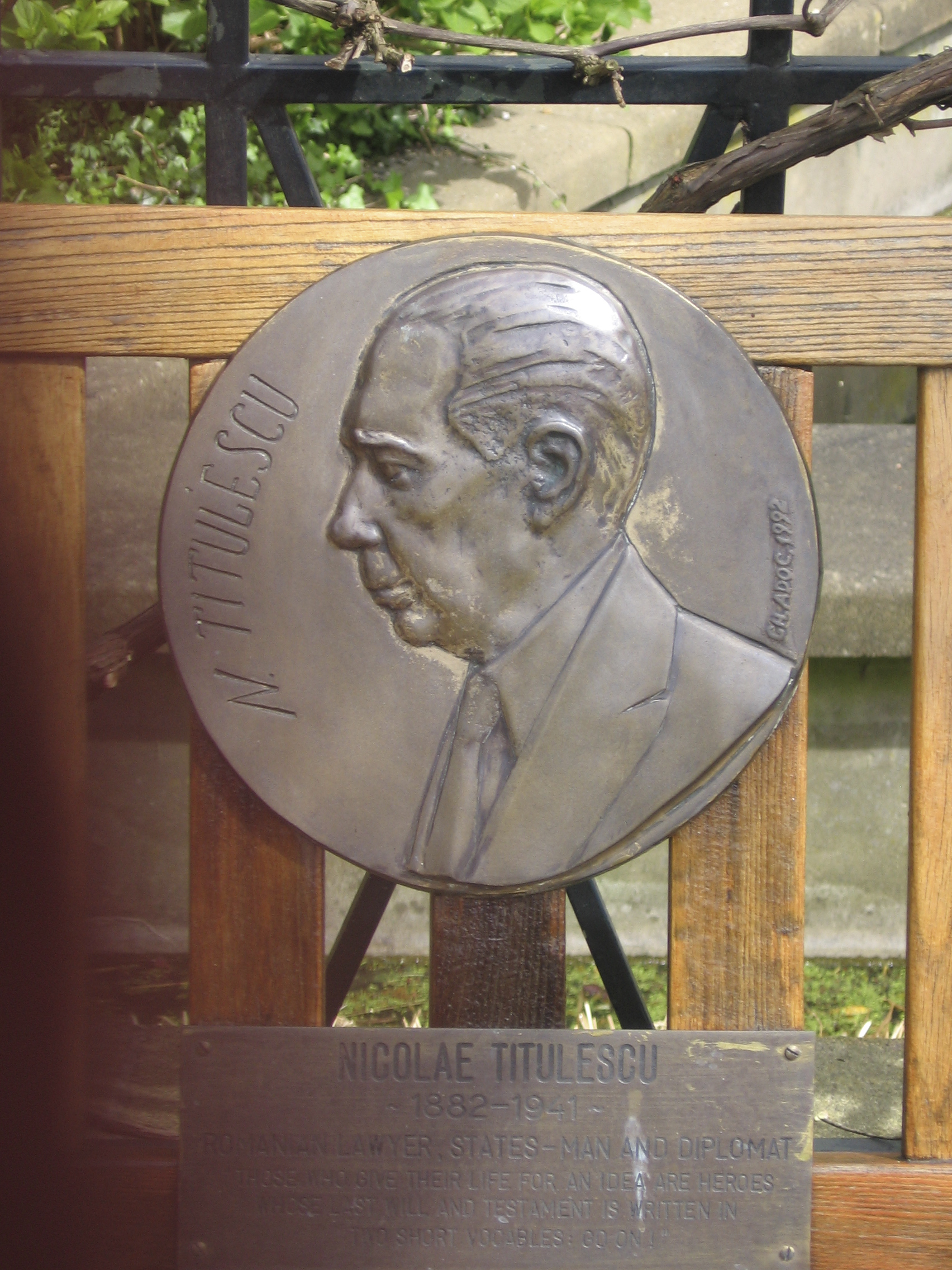
Relleu commemoratiu al banc del jardí del Palau de la Pau, un regal del govern romanès.

Després de les eleccions romaneses de 1912, va esdevenir parlamentari del partit conservador-democràtic dirigit per Take Ionescu i, cinc anys més tard, va passar a ser membre del govern de Ion IC Brătianu com a ministre de Finances.
L'estiu de 1918, juntament amb altres destacats romanesos (Take Ionescu, Octavian Goga, Traian Vuia, Constantin Mille), Titulescu va formar, a París, el Comitè Nacional Romanès, amb el propòsit de promoure en l'opinió pública internacional el dret del romanès. persones cap a la unitat nacional, sent el comitè oficialment reconegut com a l'òrgan de facto plenipotenciari de la nació romanesa.
De 1927 a 1928, Titulescu va ser el ministre d'Afers Exteriors.
A partir del 1921, Titulescu va funcionar com a representant permanent de Romania a la Societat de Nacions a Ginebra. Va ser escollit dues vegades (el 1930 i el 1931) per ser el president d'aquesta organització. En aquesta capacitat, va lluitar per la preservació de fronteres estables mitjançant el manteniment de la pau, per les bones relacions entre els grans i petits estats veïns, pel respecte de la sobirania i la igualtat de totes les nacions de la comunitat internacional, per la seguretat col·lectiva i la prevenció d'agressions. El 1935, Titulescu va ser elegit membre titular de l'Acadèmia Romanesa.
Al juny de 1936, Titulescu va reaccionar famosament a la bufonia exhibida pels periodistes italians quan l'emperador Haile Selassie I va parlar amb la Lliga després que Etiòpia fos envaïda i ocupada per la Itàlia feixista. Va posar-se dempeus i va cridar: "A la porta amb els salvatges!" ("A la porte les sauvages!").

## Exili i mort
Més tard, el 1936, el rei Carol II va retirar Titulescu de tots els càrrecs oficials, demanant-li que abandonés el país. Establert primer a Suïssa, es va traslladar més tard a França. A l'exili, va continuar en conferències i articles de diaris per difondre la idea de preservar la pau, ja que percebia el perill de la guerra que s'acosta. Va tornar a Romania el novembre de 1937, en part pels esforços de Iuliu Maniu.
El 1937, Titulescu va tornar a abandonar Romania i es va refugiar a França. A Cannes, va denunciar el règim feixista romanès. El 1941, Titulescu va morir a Cannes després d'una llarga malaltia. En el seu testament, va demanar ser enterrat a Romania.
El 1989, després de la caiguda de la Romania comunista durant la Revolució Romanesa, es va fer possible l'honor de la petició de Titulescu. El 14 de març de 1992, les seves despulles van ser reenterrades al cementiri Sfânta Ecaterina de Șcheii Brașovului, al costat de l'església de Sant Nicolau de Brașov després d'un difícil procediment legal organitzat per un advocat francès Jean-Paul Carteron. Va ser guardonat amb l'Orde de l'Àguila Blanca i altres condecoracions.